# ناحیه چرچیل، میشیگان
ناحیه چرچیل (به انگلیسی: Churchill Township) یک منطقهٔ مسکونی در ایالات متحده آمریکا است که در شهرستان اوگماو واقع شده‌است.
 ناحیه چرچیل  ۱٬۷۱۳ نفر جمعیت دارد و ۲۶۰ متر بالاتر از سطح دریا واقع شده‌است.